# NK Čarda
Nogometni klub Čarda Martjanci (tiếng Việt: Câu lạc bộ bóng đá Čarda Martjanci), thường hay gọi NK Čarda hoặc đơn giản Čarda, là một câu lạc bộ bóng đá Slovenia thi đấu ở thị trấn Martjanci. Câu lạc bộ được thành lập năm 1972.

## Danh hiệu
- Giải bóng đá hạng ba quốc gia Slovenia: 1

2002-03
- Giải bóng đá hạng tư quốc gia Slovenia: 1

2007-08

## Lịch sử giải đấu kể từ năm 1991
| Mùa giải  | Giải vô địch               | Thứ hạng |
| --------- | -------------------------- | -------- |
| 1991-92   | 1. MNL (cấp độ 4)          | ?        |
| 1992-93   | 1. MNL (cấp độ 4)          | thứ 3    |
| 1993-94   | 1. MNL (cấp độ 4)          | thứ 7    |
| 1994-95   | 1. MNL (cấp độ 4)          | thứ 10   |
| 1995-96   | 1. MNL (cấp độ 4)          | thứ 11   |
| 1996-97   | 2. MNL (cấp độ 5)          | ?        |
| 1997-98   | 1. MNL (cấp độ 4)          | thứ 4    |
| 1998-99   | 3. SNL - Đông              | thứ 9    |
| 1999-2000 | 3. SNL - Đông              | thứ 6    |
| 2000-01   | 3. SNL - Đông              | thứ 4    |
| 2001-02   | 3. SNL - Đông              | thứ 4    |
| 2002-03   | 3. SNL - Đông              | thứ 1    |
| 2003-04   | 3. SNL - Đông              | thứ 12   |
| 2004-05   | Pomurska League (cấp độ 4) | thứ 2    |
| 2005-06   | Pomurska League (cấp độ 4) | thứ 6    |
| 2006-07   | Pomurska League (cấp độ 4) | thứ 2    |
| 2007-08   | Pomurska League (cấp độ 4) | thứ 1    |
| 2008-09   | 3. SNL - Đông              | thứ 11   |
| 2009-10   | 3. SNL - Đông              | thứ 4    |
| 2010-11   | 3. SNL - Đông              | thứ 3    |
| 2011-12   | 3. SNL - Đông              | thứ 4    |
| 2012-13   | 3. SNL - Đông              | thứ 6    |
| 2013-14   | 3. SNL - Đông              | thứ 14   |
| 2014-15   | 3. SNL - Đông              | thứ 10   |
| 2015-16   | 3. SNL - Đông              | thứ 11   |
| 2016-17   | 3. SNL - Đông              | thứ 8    |
| 2017-18   | 3. SNL - Đông              | thứ 12   |
| 2018-19   | Pomurska League (cấp độ 4) | thứ 2    |
| 2019-20   | Pomurska League (cấp độ 4) |          |